# Cultura preventiva
La cultura preventiva es la denominación dada al compromiso por la seguridad, la promoción por el bienestar, la salud y el control total de las pérdidas de todos los empleados de una empresa. Además esta práctica es adoptada por las organizaciones para gestionar y disminuir los riesgos laborales. Se considera una responsabilidad colectiva. La cultura preventiva suele ser impulsada por la dirección y reforzada por los mandos intermedios y de los trabajadores gracias a su participación activa.
Con todo esto el objetivo es fomentar un ambiente donde se priorice la seguridad y la salud. Al integrar la cultura preventiva en la rutina organizativa garantiza que los roles desempeñados por los trabajadores minimicen los riesgos y maximizan el bienestar.

## Beneficios

### Productividad
Este ambiente promueve tanto la eficiencia en las tareas diarias como el impulso a la creatividad, la colaboración y la motivación intrínseca de los trabajadores. Al sentirse protegidos y respaldados, los empleados pueden concentrarse plenamente en sus responsabilidades, minimizando distracciones y preocupaciones relacionadas con su bienestar físico y mental. Esta sinergia entre seguridad, salud y desempeño laboral no solo aumenta la productividad individual, sino que también engrana las piezas para un rendimiento colectivo que potencia el éxito general de la empresa.

### Prevención
Con la cultura preventiva contribuye a la reducción de accidentes y lesiones laborales, además de fomentar un entorno laboral más seguro y se establece un sólido cimiento para salvaguardar la integridad física y emocional de los trabajadores, fomentando la confianza y la productividad en el ámbito laboral.

### Economía
La implementación de una cultura preventiva no solo minimiza los costes directos relacionados con accidentes laborales, bajas médicas y sanciones por incumplimiento de normativas de seguridad, sino que también genera un impacto positivo en la estabilidad financiera de la empresa a largo plazo. Al priorizar la prevención y el bienestar de los empleados, se establece un entorno laboral que reduce riesgos, aumenta la eficiencia y proyecta una imagen de responsabilidad corporativa, reforzando así la posición competitiva y la confianza de los colaboradores en la organización.

### Reputación
Una compañía que no solo valora, sino que también prioriza la seguridad y bienestar de su equipo, no solo fortalece su imagen y posicionamiento en el mercado, sino que también establece estándares ejemplares en responsabilidad corporativa, atrayendo a clientes y talentos comprometidos con sus valores.

## Principios preventivos
El grado de dedicación de una organización a la salud, la seguridad y el bienestar de sus integrantes no solo refleja su cultura organizativa, sino que también es indicativo del nivel de cultura preventiva que ha logrado desarrollar. Las compañías que fomentan un entorno de aprendizaje continuo y adaptabilidad frente a los errores están en una posición privilegiada para propiciar un ambiente que promueve conductas preventivas colectivas. Este compromiso con la cultura preventiva no solo mejora la calidad de vida laboral, sino que también eleva los estándares generales de la organización, se erigen pilares esenciales:
- Adhesión a la normativa: Cumplir con las regulaciones legales es crucial para evidenciar la eficacia y el grado de integración de la cultura preventiva en la empresa. No solo es una obligación legal, sino un testimonio palpable de su compromiso con la seguridad laboral.
- Compromiso integral: La internalización y adopción de la cultura preventiva por parte de todos los trabajadores es esencial. La seguridad se convierte en un objetivo colectivo, compartido y asumido por toda la organización, fortaleciendo así el equipo y su dedicación hacia la prevención.
- Formación continuada: La educación constante y la capacitación regular sobre la gestión de riesgos, el uso adecuado de herramientas y protocolos de seguridad, empoderan a los trabajadores como parte activa en la resolución de problemas, aumentando su compromiso y conocimiento.
- Participación activa: La implicación de todos los empleados es vital. Reconocer los riesgos existentes y colaborar con la dirección en la implementación de medidas preventivas son pasos cruciales para anticiparse a posibles situaciones de riesgo.

## Riesgo ergonómico

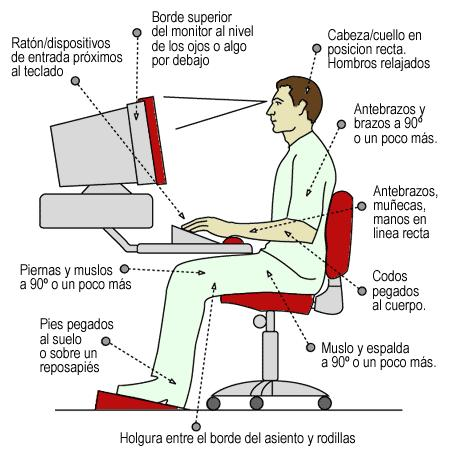
Ergonomía delante de un ordenador.

La ergonomía es la disciplina que se encarga del diseño de lugares de trabajo, herramientas y tareas, de modo que coincidan con las características fisiológicas, anatómicas, psicológicas y las capacidades de los trabajadores que se verán involucrados. Busca la optimización de los tres elementos del sistema (humano-máquina-ambiente), para lo cual elabora métodos de la persona, de la técnica y de la organización.

## Ruido
El término "ruido" se refiere a un elemento físico contaminante; un sonido no deseado que resulta molesto. Se describe como un sonido o conjunto de sonidos de gran intensidad que puede causar molestias o interferir en la comunicación. En lo que respecta a la distinción entre sonido y ruido, se reconoce que el primero puede medirse, mientras que el segundo se considera un fenómeno subjetivo.
En términos objetivos, se define como cualquier sonido periódico que surge de la combinación de múltiples movimientos vibratorios con distintas frecuencias, sin relación entre ellas. Desde un enfoque subjetivo, se refiere a cualquier sensación de disgusto, incomodidad o intolerancia repetitiva ante una exposición auditiva.

### Impacto del ruido en la salud
Los elevados niveles de sonido en el entorno son una razón común de disminución de la capacidad auditiva en las sociedades avanzadas. Si esta exposición al ruido está vinculada a actividades de ocio o no relacionadas con el trabajo, se llama pérdida auditiva por recreación. Por otro lado, cuando estos niveles elevados de ruido ambiental ocurren en entornos laborales, se puede denominar la pérdida auditiva como hipoacusia laboral.

### Medidas preventivas
Es esencial que la empresa empleadora elabore un plan estructurado para identificar tempranamente factores de riesgo y síntomas iniciales. La estrategia debe constar de al menos 5 elementos.
En primer lugar, es necesario medir objetivamente los niveles de ruido a los que están expuestos los trabajadores, ya que esto facilita la predicción y la planificación de tratamientos adecuados. Existen dispositivos individuales para llevar a cabo estas mediciones.
Adicionalmente, la empresa debe realizar un seguimiento regular y mantenimiento de las maquinarias, así como contar con una estructura administrativa que asegure la implementación y el cumplimiento de las normas establecidas.
Por otro lado, las medidas de protección auditiva personal son cruciales en cualquier estrategia preventiva. Es imperativo no solo tener disponibles estos instrumentos, sino también capacitar activamente a los trabajadores para que comprendan su utilidad, ya que en la práctica muchos no los utilizan por diversas razones personales y conductuales.
Finalmente, es fundamental llevar a cabo audiometrías periódicas a los trabajadores en riesgo, preferiblemente de manera anual, con el fin de identificar de forma temprana posibles daños auditivos.

## Legislación
Real Decreto 286/2006, de 10 de marzo, sobre la protección de la salud y la seguridad de los trabajadores contra los riesgos relacionados con la exposición al ruido.
El presente real decreto tiene por objeto, en el marco de la Ley 31/1995, de 8 de noviembre, de Prevención de Riesgos Laborales, establecer las disposiciones mínimas para la protección de los trabajadores contra los riesgos para su seguridad y su salud derivados o que puedan derivarse de la exposición al ruido, en particular los riesgos para la audición.
La norma establece una serie de disposiciones mínimas que tienen como objeto la protección de los trabajadores contra los riesgos para su seguridad y su salud derivados o que puedan derivarse de la exposición al ruido, en particular los riesgos para la audición; regula las disposiciones encaminadas a evitar o a reducir la exposición, de manera que los riesgos derivados de la exposición al ruido se eliminen en su origen o se reduzcan al nivel más bajo posible, e incluye la obligación empresarial de establecer y ejecutar un programa de medidas técnicas y/o organizativas destinadas a reducir la exposición al ruido, cuando se sobrepasen los valores superiores de exposición que dan lugar a una acción; determina los valores límite de exposición y los valores de exposición que dan lugar a una acción, especificando las circunstancias y condiciones en que podrá utilizarse el nivel de exposición semanal en lugar del nivel de exposición diaria para evaluar los niveles de ruido a los que los trabajadores están expuestos; prevé diversas especificaciones relativas a la evaluación de riesgos, estableciendo, en primer lugar la obligación de que el empresario efectúe una evaluación basada en la medición de los niveles de ruido, e incluyendo una relación de aquellos aspectos a los que el empresario deberá prestar especial atención al evaluar los riesgos; incluye disposiciones específicas relativas a la utilización por los trabajadores de equipos de protección individual; especifica que los trabajadores no deberán estar expuestos en ningún caso a valores superiores al valor límite de exposición; recoge dos de los derechos básicos en materia preventiva, como son la necesidad de formación y de información de los trabajadores, así como la forma de ejercer los trabajadores su derecho a ser consultados y a participar en los aspectos relacionados con la prevención; se establecen disposiciones BOLETÍN OFICIAL DEL ESTADO LEGISLACIÓN CONSOLIDADA Página 3 relativas a la vigilancia de la salud de los trabajadores en relación con los riesgos por exposición a ruido.

## Mediciones e instrumentos

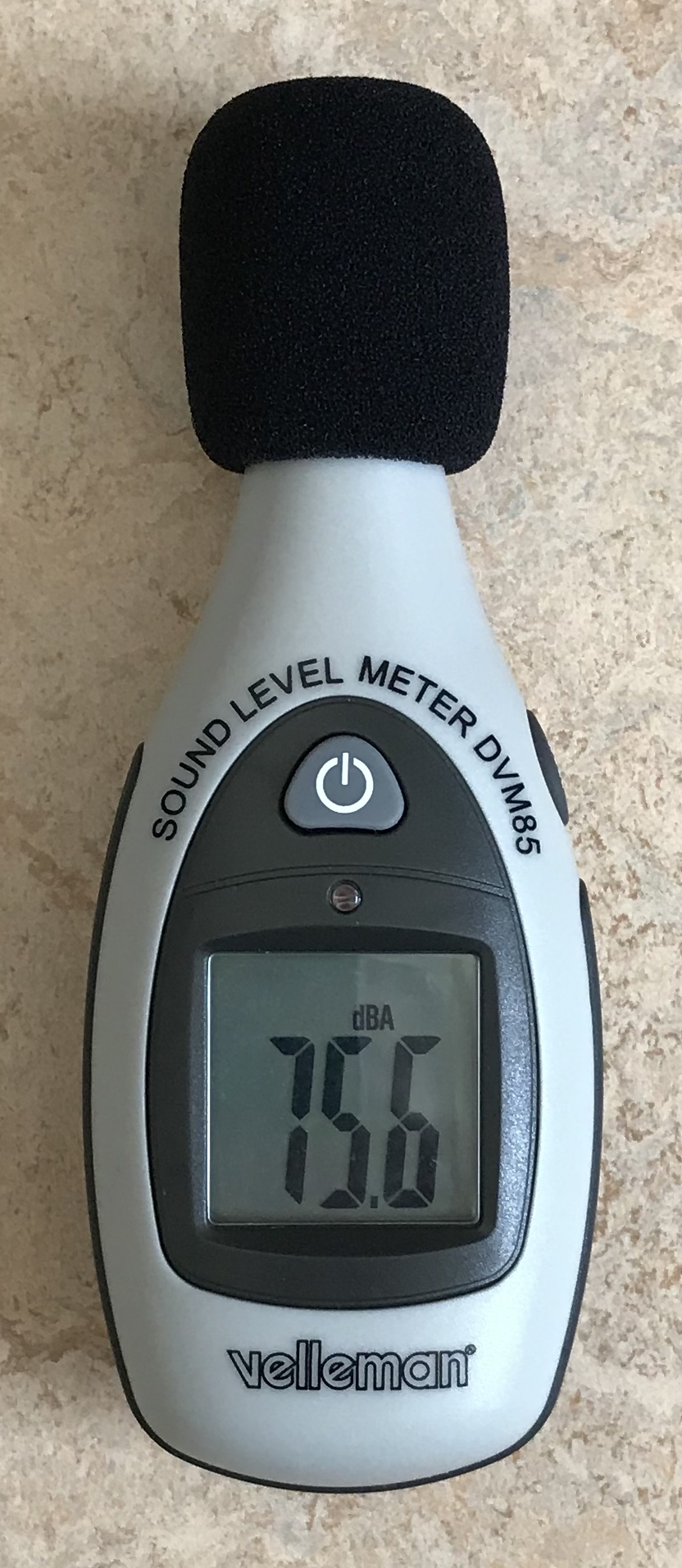
Sonómetro

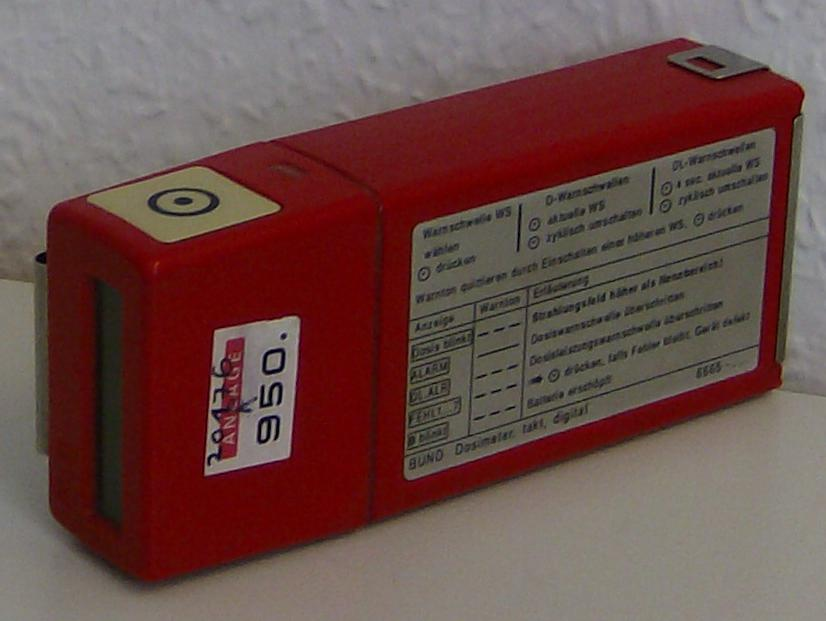
Dosímetro

Las mediciones deberán realizarse, siempre que sea posible, en ausencia del trabajador afectado, colocando el micrófono a la altura donde se encontraría su oído. Si la presencia del trabajador es necesaria, el micrófono se colocará, preferentemente, frente a su oído, a unos 10 centímetros de distancia; cuando el micrófono tenga que situarse muy cerca del cuerpo deberán efectuarse los ajustes adecuados para que el resultado de la medición sea equivalente al que se obtendría si se realizara en un campo sonoro no perturbado. 2. Número y duración de las mediciones: El número, la duración y el momento de realización de las mediciones tendrán que elegirse teniendo en cuenta que el objetivo básico de éstas es el de posibilitar la toma de decisión sobre el tipo de actuación preventiva que deberá emprenderse en virtud de lo dispuesto en el presente real decreto. Por ello, cuando uno de los límites o niveles establecidos en el mismo se sitúe dentro del intervalo de incertidumbre del resultado de la medición podrá optarse: a) por suponer que se supera dicho límite o nivel, o b) por incrementar (según el instrumental utilizado) el número de las mediciones (tratando estadísticamente los correspondientes resultados) y/o su duración (llegando, en el límite, a que el tiempo de medición coincida con el de exposición), hasta conseguir la necesaria reducción del intervalo de incertidumbre correspondiente. En el caso de la comparación con los valores límites de exposición, dicho intervalo de incertidumbre deberá estimarse teniendo en cuenta la incertidumbre asociada a la atenuación de los protectores auditivos. 3. Las incertidumbres de medición a las que se hace referencia en el apartado anterior se determinarán de conformidad con la práctica metrológica.
Sonómetros: Los sonómetros (no integradores-promediadores) podrán emplearse únicamente para la medición de Nivel de presión acústica ponderado A (LpA) del ruido estable. La lectura promedio se considerará igual al Nivel de presión acústica continuo equivalente ponderado A (LAeq,T) de dicho ruido.
Sonómetros integradores-promediadores: Los sonómetros integradores-promediadores podrán emplearse para la medición del Nivel de presión acústica continuo equivalente ponderado A (LAeq,T) de cualquier tipo de ruido.
Dosímetros: Los medidores personales de exposición al ruido (dosímetros) podrán ser utilizados para la medición del Nivel de exposición diario equivalente (LAeq,d) de cualquier tipo de ruido.
Los medidores personales de exposición al ruido deberán ajustarse a las especificaciones de la norma UNE-EN 61252:1998 o a las de cualquier versión posterior de dicha norma.